# Ханъм Ибрахимова
Ханъм Ибрахимова (на азербайджански: Xanım İbrahimova) е азербайджанска дипломатка, назначена за извънреден и пълномощен посланик на Република Азербайджан в Швейцария и Лихтенщайн.

## Биография
Родена е в град Баку през 1979 г.
Работи като консултант на постоянния наблюдател на Азербайджан в Организацията за сигурност и сътрудничество в Европа във Виена.
Назначена е за извънреден и пълномощен посланик на Република Азербайджан в Швейцарската конфедерация на 13 септември 2017 г..
Ханъм Ибрахимова е омъжена, има 2 сина.

## Награди
- юбилеен медал „90-годишнина на дипломатическата служба на Република Азербайджан“ (1919 – 2009)[1]
- медал „За отличие в дипломатическата служба“
- медал „За отличие в държавната служба“, 04.05.2016